# Adolfo Suárez Perret
Adolfo Suárez Perret (Lima, 27 de octubre de 1930-Lima, 14 de abril de 2001) fue un jugador de billar peruano. Fue el único peruano campeón mundial de billar, en la modalidad de Tres Bandas, título que logró el 23 de abril de 1961, ante el legendario belga Raymond Ceulemans (según otras fuentes el segundo lugar fue el portugués Egidio Vieira). Junto con Humberto Suguimitzu y Sixto Jáuregui, constituyen las glorias del billar peruano de las décadas de los sesenta y setenta.

## Biografía
Adolfo Suárez Perret nació el 27 de octubre de 1930. Hijo único de Luis Suárez, argentino, y de Lorenza Perret, peruana. A los seis años quedó huérfano de padre. Lleva el nombre de su abuelo Adolfo Perret Grandjean-Perrenoud-Comtesse. 
Sus inicios en el billar se remontan al año 1944, cuando contaba con 14 años de edad. Sus primeras tacadas las hizo en el salón de billar "Cuzco" del centro de Lima y las personas que lo orientaron en sus inicios fueron los billaristas Amador Benítez y Jorge Urbina Polo y Manuel Montesinos (quién fue el primer Presidente de la Federación Peruana de Billar fundada el 18 de mayo de 1947); así como también del expresidente FPB Amadeo Grados Penalillo y Augusto Nanetti Borda. 
También consiguió la medalla de oro en los Juegos Bolivarianos de Caracas, en 1951, en la modalidad de Carambola libre, fue el primer título internacional que logró el billar peruano. Además de cinco Títulos Sudamericanos en la modalidad a Tres Bandas y en una ocasión Campeón Latinoamericano y Campeón de Campeones de América, además de distintos títulos nacionales (24).
Fue un extraordinario jugador de fantasía y dominó todas las modalidades del billar. Se destacó por su potente tacada, solo comparable con la del argentino Enrique Navarra, que era considerada la más potente del mundo y por su gran capacidad de soluciones. Fue uno de los deportistas más queridos en el Perú, por su sencillez, gran carisma y humildad. Gran criollo, vecino del cuartel Primero o Barrio de Monserrate de Lima, era apodado "La Vieja" o "La Bruja".  
Falleció el 14 de abril del 2001. 

### Título Mundial
El 23 de abril de 1961, Adolfo Suárez se proclamó campeón mundial de Billar a Tres Bandas, en Ámsterdam (Holanda) tras derrotar en la final al belga Raymond Ceulemans. 
Inició con una victoria sobre el portugués Egidio Vieira. Luego venció al local Henny de Ruijter y posteriormente eliminó al argentino Enrique Miró, al austriaco Johann Scherz y al holandés Bert Teegelaar, con lo cual pasó a la final.
En el juego por el título su rival fue el belga Raymond Ceulemans, a quien también superó con rotundo 60 a 44, logrando un promedio de 0,997, considerado en su época como nuevo récord mundial.Es el último Campeón americano de los últimos 50 años que ha ganado el Título Mundial en la modalidad Tres Bandas Individual. 
El 23 de abril de 2011, se cumplieron 50 años del título Mundial Holanda. En Perú se le rindió un reconocimiento. Hubo romería a su tumba al conmemorarse 10 años de su fallecimiento, misa, almuerzo de confraternidad y se proyectaron imágenes de su destacada trayectoria deportiva en el tradicional Club de La Unión.

## Palmarés
- 24 veces Campeón Nacional de billar a Tres Bandas - Récord que a la fecha no ha sido superado.[3]
- Mejor Promedio Particular (2,500) 60 Carambolas en 24 entradas.
- 1947 Campeón Nacional en la Modalidad Libre a los 17 años de edad.(El más joven en la historia del billar peruano).
- 1951 Medalla de oro en los Juegos Bolivarianos - Modalidad Libre (Venezuela)
- 1953 Récord Nacional de "bolada" con 19 carambolas (8 de marzo) en la Modalidad Tres Bandas. Récord que a la fecha no ha sido superado.
- 1954 Campeón Nacional al Cuadro 47/2
- 1956 Récord Nacional Modalidad Libre 13,620 carambolas en una entrada.
- 1958 Campeón Sudamericano - Modalidad Tres Bandas (Uruguay)[4]
- 1960 Subcampeón Sudamericano - Modalidad Tres Bandas (Chile)
- 1961 Campeón Mundial de billar - en la Modalidad Tres Bandas (Promedio General 0.997) Ámsterdam (Holanda).
- 1963 Campeón Sudamericano - Modalidad Tres Bandas (Perú)
- 1964 Récord Nacional con Promedio General de 1,640 - Campeonato Nacional (Tres Bandas).
- 1965 Campeón Sudamericano - Modalidad Tres Bandas (Perú)
- 1969 Subcampeón Sudamericano - Modalidad Tres Bandas (Argentina)
- 1970 Campeón Sudamericano - Modalidad Tres Bandas (Brasil)
- 1972 Campeón Sudamericano - Modalidad Tres Bandas (Brasil)
- 1974 Campeón de Campeones de América - Modalidad Tres Bandas (Ecuador)
- 1976 Campeón de Campeones de América - Modalidad Tres Bandas (México)
- 1986 Campeón Latinoamericano por equipos (con Cayo Bardales) - Modalidad Tres Bandas (Ecuador)
- 1986 Campeón del Torneo Internacional "Confraternidad" Modalidad Tres Bandas (Perú).

## Premios y reconocimientos
- Laureles Deportivos en el Grado "Gran Cruz", la más alta distinción que otorga el gobierno peruano.[5]
- El actual Torneo Nacional de Billar a Tres Bandas del Perú lleva su nombre.
- Durante 12 años fue considerado como el mejor deportista nacional peruano.
- Socio vitalicio del Club de La Unión de Lima y el Club Nacional.
- Medalla de Oro y Diploma de Honor, otorgada por el Consejo Distrital de Pueblo Libre en mérito a su brillante trayectoria deportiva.
- Diploma de Honor y Plato Recordatorio, otorgado por el Instituto Peruano del Deporte en mérito a su brillante trayectoria deportiva.
- Medalla de Oro y Diploma de Honor, otorgada por el Círculo de Periodistas Deportivos del Perú, en mérito a su destacada trayectoria deportiva.